# Gustav Bickell
Pour les articles homonymes, voir Bickell.
Gustav Bickell, né à Cassel (Électorat de Hesse) le 7 juillet 1838 et mort à Vienne (Autriche) le 15 janvier 1906, est un orientaliste allemand.

## Biographie
Gustav Bickell est un spécialiste de la langue syriaque et a publié abondamment sur les manuscrits syriens, les Pères de l'Église syrienne et l'Ancien Testament.